# Rondò à la mazur
Il rondò à la mazur in Fa maggiore di Fryderyk Chopin è stato composto nel 1826. È la prima opera in cui è ben riconoscibile lo stile del compositore con la sua personalità e le sue caratteristiche linee melodiche.
Chopin compose tutti i suoi Rondò nel periodo giovanile, quando si trovava ancora a Varsavia. Il genere in effetti era molto diffuso in Polonia, si presentava inoltre di costruzione piuttosto semplice con poche regole ed era adatto a fondersi con molti aspetti della musica popolare come la Mazurka. Dopo il Rondò in Do minore, scritto nel 1825 e che ebbe in seguito il numero d'opus 1, il musicista realizzò, un anno dopo, il Rondò in Fa maggiore e contemporaneamente scrisse alcune mazurche, impegnandosi in composizioni tipiche della sua terra; il suo fu quindi un tentativo di unire alla forma classica del Rondò i motivi tipici della danza.
Questa composizione non ebbe un gran successo all'inizio. L'editore Brzezina di Varsavia non volle pubblicarla, anche se aveva immediatamente dato alle stampe il Rondò in Do minore e due mazurche in Sol maggiore e in Si bemolle maggiore; la pubblicazione avvenne infatti solo nel 1828. Il brano è uno di quelli che il compositore portò con sé quando si recò a Parigi e che servì per farlo conoscere nell'ambiente musicale; evidentemente nella capitale francese riscosse un discreto successo in quanto ne venne stampata subito una nuova edizione. L'opera non è oggi molto conosciuta e figura di rado nel repertorio concertistico nonostante il suo effettivo valore e gli aspetti virtuosistici che non farebbero di certo sfigurare nell'esecuzione qualsiasi pianista
Il brano è costruito in cinque regolari sezioni con due temi e presenta una breve introduzione e una coda finale. Il tempo non è quello tipico del Rondò bensì è in 3/4 come la Mazurca. Il motivo principale del Rondò ha un aspetto che si richiama direttamente alla musica popolare e preannuncia la caratteristica che sarà di alcune Mazurche, come quella in Fa diesis minore del 1830. La prima parte si chiude con un Ritornello che propone, in modo divertente e leggero, un momento indicato come scherzando. La seconda parte è ricca di momenti vituosistici, notevoli per una grande progressione armonica che sarà tipica nella musica di Chopin. Insolita in questo Rondò è una terminologia che usa lusigando e risvegliato come termini per meglio chiarire l'interpretazione.